# أكيرا تيراو
أكيرا تيراو (باليابانية: 寺尾聰) هو مغني وموسيقي وملحن وممثل ياباني، ولد في 18 مايو 1947 بيوكوهاما في اليابان.

## أعمال

### أفلام
- (1985) ران
- (1999) بعد المطر
- (2004) كاشيرن

## وصلات خارجية
- أكيرا تيراو على موقع IMDb (الإنجليزية)
- أكيرا تيراو على موقع ميوزك برينز (الإنجليزية)
- أكيرا تيراو على موقع أول موفي (الإنجليزية)
- أكيرا تيراو على موقع أول ميوزيك (الإنجليزية)
- أكيرا تيراو على موقع ديسكوغز (الإنجليزية)
- أكيرا تيراو على موقع قاعدة بيانات الفيلم (الإنجليزية)
- أكيرا تيراو على موقع ANN person (الإنجليزية)